# Октябрьский (Уфимский район)
Октя́брьский (баш. Октябрьский) — село в Уфимском районе Республики Башкортостан Российской Федерации. Административный центр Шемякского сельсовета.  Согласно переписи 2020 года население составляло 1569 человек.

## География

### Географическое положение
Расстояние до:
- районного центра (Уфа): 30 км,
- ближайшей ж/д станции (Чишмы): 27 км.

## Население
| 2002 | 2009  | 2010  |
| ---- | ----- | ----- |
| 1412 | ↗1640 | ↗1663 |

Национальный состав
Согласно переписи 2002 года, преобладающие национальности — русские (42 %), татары (31 %).

## Религия
В селе есть мечеть.